# Минархизам
Минархизам је модел власти која је ограничена и минимална, чија су начела изведена из теорије либертаријанизма.
Десничарски либертаријанци подржавају овај модел само због принципа неагресивности, где се грађанима врши успостављање државних установа ради очувања мира.
Анархисти и левичарски либертаријанци не подржавају принцип неагресивности или капиталистичка права својине, уместо тога пружају функције минималне социјалне заштите радничке класе као краткорочно извршив циљ. Уколико је заустављена социјална заштита, за њих, то само може да указује на урушење власти и капитализма. Појединим левичарским либертаријанцима више одговара да се за сиромашне успостављају програми социјалне заштите, наспрам сарадње индивидуе и приватника зарад доприноса и напредовања тржишта.